# 촌남자
《촌남자》는 1987년 1월 11일에 MBC TV에서 방영된 베스트셀러극장이다.

## 줄거리
동구는 군에서 전역한 날 자축을 위해 대포집에 갔다가 거기서 마주친 영미의 건방진 행동에 흥분하여, 그녀 일행과의 싸움 끝에 전역 첫 날을 유치장에서 보낸다. 동구의 남자다움에 반한 영미는 그를 아버지가 경영하는 택시회사에 교묘한 방법을 써서 취직시킨다. 동구는 일이 잘 풀려가는 것에 대해 이상하게 생각하다가 우연히 영미의 신분을 알게 되는데...

## 출연
- 임영규(강동구)
- 노경주(김영미)
- 김영옥(이씨)
- 김기일(강덕보)
- 김길호(김사장)
- 김석옥(이모)
- 박병훈(동섭)
- 이경순(강혜)
- 전인택(김성태)
- 김연자(장 여사)
- 박광영(현주)
- 채유미(인숙)
- 문시경(상주)
- 이승현(변기사)
- 문용민(김준태)
- 김찬구(철물점 주인)
- 최한호(정주임)
- 정명환(기사)
- 신혜수(조영경)
- 조정순(간호원)
- 이원재, 이경호, 이정훈(청년들)
- 구보석(택시손님)
- 박종범, 김응석(남학생들)
- 권경숙, 노정아, 류정화, 이정아(여학생들)